# Łubin Kościelny (gromada)
Łubin Kościelny – dawna gromada, czyli najmniejsza jednostka podziału terytorialnego Polskiej Rzeczypospolitej Ludowej w latach 1954–1972.
Gromady, z gromadzkimi radami narodowymi (GRN) jako organami władzy najniższego stopnia na wsi, funkcjonowały od reformy reorganizującej administrację wiejską przeprowadzonej jesienią 1954 do momentu ich zniesienia z dniem 1 stycznia 1973, tym samym wypierając organizację gminną w latach 1954–1972.
Gromadę Łubin Kościelny z siedzibą GRN w Łubinie Kościelnym utworzono – jako jedną z 8759 gromad – w powiecie bielskim w woj. białostockim, na mocy uchwały nr 12/V WRN w Białymstoku z dnia 4 października 1954. W skład jednostki weszły obszary dotychczasowych gromad Łubin Kościelny, Łubin Rudołty, Grabowiec, Truski, Nowosady i Koszewo ze zniesionej gminy Łubin Kościelny w tymże powiecie. Dla gromady ustalono 15 członków gromadzkiej rady narodowej.
31 grudnia 1959 do gromady Łubin Kościelny włączono wsie Skrzypki Duże i Skrzypki Małe ze znoszonej gromady Pietrzykowo-Gołąbki, obszar lasów państwowych N-ctwa Bielsk Podlaski obejmujący oddziały 78 i 81 o powierzchni ogólnej 49,51 ha ze znoszonej gromady Malinowo oraz wsie Malesze, Bujnowo i Brześcianka, przysiółki Abramiki, Puchacze i Łubinek oraz obszar lasów państwowych N-ctwa Bielsk Podlaski obejmujący oddziały 62—75 ze zniesionej gromady Malesze.
1 stycznia 1969 do gromady Łubin Kościelny przyłączono wsie Dębowo i Kadłubówka ze zniesionej gromady Kalnica.
Gromada przetrwała do końca 1972 roku, czyli do kolejnej reformy gminnej.